# Pianura (araldica)
Pianura è un termine utilizzato in araldica per indicare la campagna ridotta d'altezza.

D'oro, alla pianura di rosso
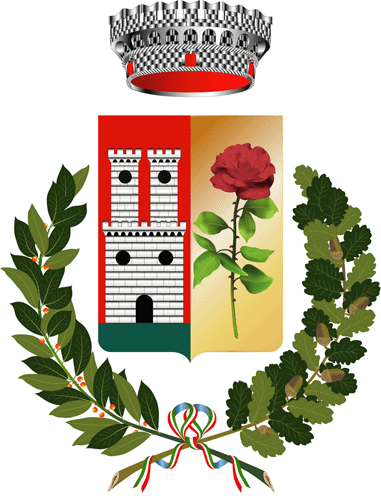
Nel primo, pianura di verde (stemma di Castelspina)
Pianura di verde (stemma di Viterbo)
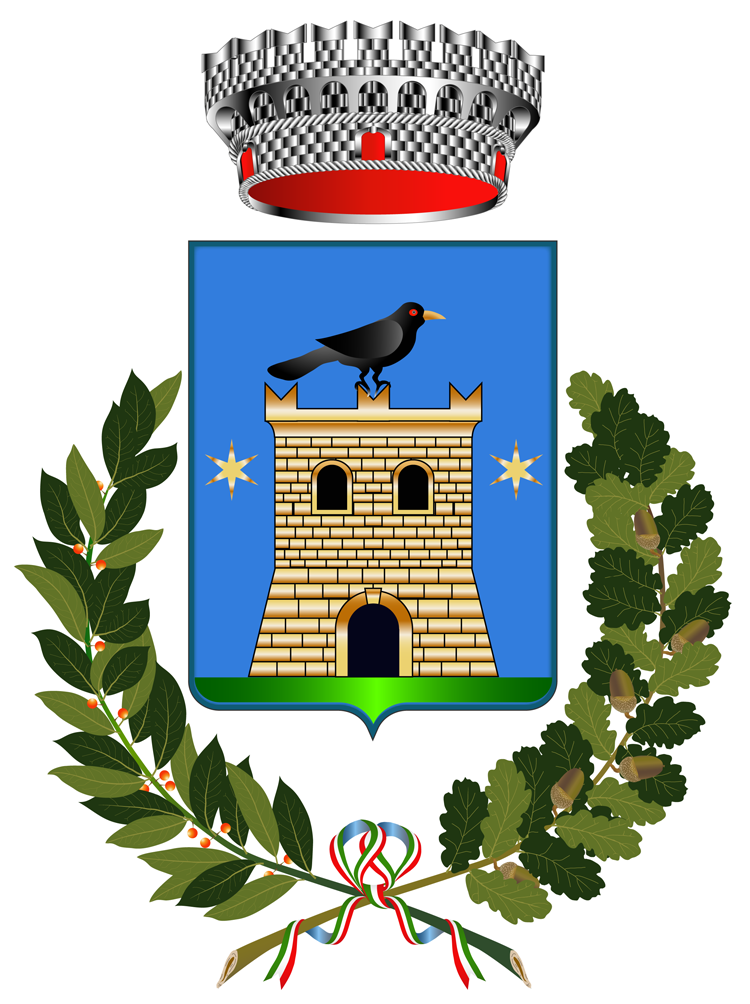
Pianura di verde (Bolognano)
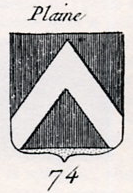
Di rosso allo scaglione d'argento, alla pianura d'oro